# かんべあきら
かんべ あきら（5月31日 - ）は、日本のボーイズラブ漫画家、イラストレーター。兵庫県出身。血液型はA型。

## 概要
- 主にボーイズラブ系作品で活躍。
- 現在は、主に桜桃書房から発行される漫画雑誌『GUSH』で活躍中。

## 作品リスト

### コミックス

#### 一般向け漫画
- 月のうまれる夜 全8巻（1995年 - 1998年）
- 新機動戦記ガンダムW EPISODE ZERO（原作：矢立肇・富野由悠季、シナリオ：隅沢克之、1997年）
- 晴明奇譚（2001年）
- 蒼天の比翼（ストーリー：志染保、2004年）
- 鬼闇花かがり（2005年）

#### ボーイズラブ漫画
- 君までもうすぐ（2000年）
- もいちど恋して 全2巻（2001年）
- 瞳の向こう側（2001年）
- Keep out（2002年）
- クールダウン（2003年）
- トラブル・ラブCandy（2004年）
- Blue heaven 全2巻（冬杜万智と共著、2004年）
- スクランブル☆ゲーム（2004年）
- 凍る灼熱シリーズ 全7巻（2004年 - 2009年）
  - 凍る灼熱
  - 焔の鎖
  - 蜜の烙印
  - 烈華の雫 全2巻
  - 龍絡の華 全2巻
- ビタースイートカフェシリーズ 全4巻（2005年 - 2008年）
  - ビタースイートカフェ
  - ラブオアプライド
  - ブラインド ラブ 全2巻
- Hot limit（2006年）
- お隣りビルに恋の視線♥（2006年）
- 優しく束縛してあげる（2006年）
- らぶウォーズ 全2巻（ストーリー：島みのり、2007年）
- I.D. 全3巻（2008年 - 2013年）
- 劣情の迷宮シリーズ 全2巻（2008年 - 2010年）
  - 劣情の迷宮
  - 劣情の鼓動
- 時間!?シリーズ 全3巻（ストーリー：島みのり、2009年 - 2011年）
  - おシゴトの時間!?
  - おツトメの時間!?
  - ご奉仕の時間!?
- アンティーク・ローズ 全2巻（2009年 - 2011年）
- チェリッシュBaby（2010年）
- 月に桜の咲き添ひてシリーズ 全3巻（2011年 - 2013年）
  - 月に桜の咲き添ひて 全2巻
  - 愛しき獣の棲めるところ
- 君が隣にいる理由 全2巻（2012年 - 2013年）
- 官能小説家を調教中♥（原作：森本あき、2012年）
- とりあえずシェアしませんか? 全2巻（ストーリー：島みのり、2013年 - 2015年）
- ホテル・ドルードシリーズ 全5巻（2014年 - 2017年）
  - ホテル・ドルード〜享楽の麗人〜
  - ホテル・ドルード〜紅玉の佳人〜
  - レザン・ノワール〜赤の純情・白の情熱〜
  - 優しい君は嘘をつく〜ホテル・ドルード〜
  - 情熱という名の罪
- ほどけるカラダ（2014年）
- アウトライン（2015年）
- 囚われのドールハウス（ストーリー：島みのり、2016年）
- 背徳教授の欧風菓子（ストーリー：島みのり、2017年）
- 迷える羊は楽園を想う（2018年）
- なないろ迷宮（ストーリー：島みのり、2018年）
- 獣人たちの濡れる夜（ストーリー：島みのり、2018年）
- 抱いて濡れて溶けあって―部長秘書の熟れた泉―（ストーリー：島みのり、2019年）
- ご主人様の癒し系彼氏（2019年）

#### ティーンズラブ漫画
- 授か離婚 一刻も早く身籠って、私から解放してさしあげます！（原作：長野雪、2021年）

### 小説挿絵

#### 一般向けライトノベル
- レーシングジェネレーション 全4巻（文：川原つばさ、1995年 - 1996年）
- Pray 祈りの守護者（文：野間ゆかり、1996年）

#### ボーイズラブ小説
- 新・聖ミラン学園物語シリーズ 全5巻（文：七海花音、1998年 - 1999年）
  - 僕らのエイティーン開幕 新・聖ミラン学園物語
  - 僕らのムーンライト夜曲 新・聖ミラン学園物語 2
  - 僕らのクラス・リング物語 新・聖ミラン学園物語 3
  - 僕らのセブン・デイズ天国 新・聖ミラン学園物語 4
  - 僕らのセプテンバー輪舞 新・聖ミラン学園物語 5
- 仔猫ちゃんSOS!（文：姫野百合、1999年）
- テディベアにくびったけ（文：藤村裕香、1999年）
- 手術台へいらっしゃーい（文：水無月さらら、1999年）
- 片想いの行方シリーズ 全2巻（文：島みのり、2000年）
  - 片想いの行方
  - 陽だまりの約束 片想いの行方 2
- 天使たちのイケナイ計画♥（文：らんどう涼、2000年）
- そんなの気にしない（文：坂井朱生、2000年）
- らしくない僕ら（文：桜井ちはや、2000年）
- 恋するカ・ラ・ダ注意報（文：小笠原類、2000年）
- ペントハウスでキスをして（文：水上ルイ、2000年）
- ミダラナボクラ（文：姫野百合、2000年）
- 花屋敷学園シリーズ 全3巻（文：高円寺葵子、2000年 - 2001年）
  - 戦え、生徒会!!
  - 白雪姫は眠らない
  - 必勝、生徒会長戦!!
- あなたのそばにいるだけでシリーズ 全2巻（文：森本あき、2001年 - 2010年）
  - あなたのそばにいるだけで
  - きみのそばにいたいから
- きゃっと・キャット・CAT（文：姫野百合、2001年）
- あんまり好きにさせないで（文：高尾理一、2001年）
- ひみつをあげる♥（文：姫野百合、2001年）
- がんじがらめに愛して。（文：妃川螢、2001年）
- スイート・フェアリィ・テール（文：春原いずみ、2001年）
- あふれるほど愛して♥（文：島みのり、2001年）
- 好きと愛との間には（文：若月京子、2002年）
- 診察は時間外（文：坂井朱生、2002年）
- 制服の愛人（文：鹿住槇、2002年）
- 負けずぎらいの口説き方（文：森本あき、2002年）
- 生徒会長なんか大キライ!!シリーズ（文：森本あき、2002年 - 2003年）
  - 生徒会長なんか大キライ!!
  - 先生のお気に入り!?
- ダブル・トラブル・ラブ（文：桜井ちはや、2002年）
- 君じゃなきゃ（文：日生水貴、2002年）
- 恋人はエゴイスト（文：水瀬結月、2003年）
- 秘密の恋を伯爵城で♥（文：松幸かほ、2003年）
- 甘く危険なKissの罠（文：あすま理彩、2003年）
- 純情のかけら（文：妃川螢、2004年）
- 恋におちた若様（文：猫島瞳子、2004年）
- 艶やかな秘めごと（文：橘かおる、2004年）
- 執愛（文：あさひ木葉、2004年）
- 告白のない恋（文：火崎勇、2005年）
- プリンス・シリーズ 全6巻（文：あすま理彩、2005年 - 2007年）
  - プリティ・プリンス
  - スレイブ・プリンス〜許されぬ恋〜
  - エゴイスト・プリンス〜秘められた恋〜
  - ダンディ・プリンス〜一生に一度の恋〜
  - 絶愛・プリンス〜恥辱の騎士〜
  - 激愛・プリンス〜愛と裏切りの軍人〜
- 官能小説家を調教中♥シリーズ 既刊13冊（文：森本あき、2005年 - 2021年）
  - 官能小説家を調教中♥
  - 官能小説家は発情中♥
  - 官能小説家に服従中♥
  - 官能小説家へ告白中♥
  - 官能小説家は恋愛中♥
  - 官能小説家を束縛中♥
  - 官能小説家を翻弄中♥
  - 官能小説家は困惑中♥
  - 官能小説家は傍観中♥
  - 官能小説家を祝福中♥
  - 官能小説家のぜいたくな悩み（電子のみ）
  - 官能小説家の待望のバカンス（電子のみ）
  - 官能小説家とにぎやかな家族 （電子のみ）
- 野蛮な純愛（文：杏野朝水、2005年）
- 情炎の鳥籠（文：辻桐葉、2006年）
- イジワルな運命（文：かのえなぎさ、2006年）
- 君とここにあること（文：妃川螢、2006年）
- 支配者は夜ごと奪う（文：烏科ひゆ、2006年）
- 情熱の花は愛に濡れてシリーズ 全2巻 （文：愁堂れな、2006年 - 2007年）
  - 情熱の花は愛に濡れて
  - 情熱の月は夜に淫れて
- エンジェルガーデンの花嫁（文：藤村裕香、2006年）
- 凍る灼熱シリーズ 全3巻（小説版）（文：黒崎あつし、2006年 - 2009年）
  - 凍る灼熱シリーズ 蜜の棘
  - 凍る灼熱シリーズ 蜜の城
  - 凍る灼熱シリーズ・烈華編 白華の雫
- 愛の棘（文：新井諒、2006年）
- フェイク シリーズ 全2巻（文：剛しいら、2007年 - 2009年）
  - フェイク
  - リメイク
- 始まりはミステイク（文：火崎勇、2007年）
- 愛賊 -貴公子、盗まれた純潔-（文：バーバラ片桐、2007年）
- 秘書の愛したビスクドール（文：あさぎり夕、2007年）
- 恋愛実験 全2巻（文：真崎ひかる、2007年 - 2008年）
  - 恋愛実験 #01 カラダから恋に落ちる?
  - 恋愛実験 #02 首輪をください
- 古の闇に愛を誓う（文：橘かおる、2008年）
- 先生は御曹司（文：水島忍、2008年）
- 小説家はイジワルに恋をつづる（文：河野葵、2008年）
- 罪深き婚礼（文：水杜サトル、2008年）
- 不器用な恋の掟（文：桂生青依、 2008年）
- 花を恋う夜（文：いとう由貴、2008年）
- 領主は蝶を攫う（文：浅見茉莉、2008年）
- 華族花嫁（文：魚谷しおり、2008年）
- 嘆きの夜啼鳥（文：浅見茉莉、2008年）
- 御曹司の花嫁（文：愁堂れな、2008年）
- 桃下の身代わり花嫁（文：秋山みち花、2009年）
- 呆れるくらいに愛して（文：火崎勇、2009年）
- 西の塔の花嫁（文：南野十好、2009年）
- 天使の復讐（文：小塚佳哉、 2009年）
- 花嫁にはお触り厳禁!シリーズ 全2巻 （文：黒崎あつし、2009年 - 2010年）
  - 花嫁にはお触り厳禁!
  - 美男には発情厳禁!
- 夜明けに覇王の夢をみる（文：あさぎり夕、2009年）
- ラブ・フライト（文：伊郷ルウ、2010年）
- プリンス・ジェイドの優しい虜（文：夢乃咲実、2010年）
- 快楽エスプレッソ（文：海原透子、2010年）
- 弟の恋人（文：鳩村衣杏、2010年）
- 恋の孵化音 Love Recipe（文：妃川螢、2011年）
- 皇太子と身代わりの花嫁（文：水上ルイ、2011年）
- 神官王子は葡萄の乙女を抱く（文：魚谷しおり、2011年）
- 伯爵に愛された少尉（文：紗名マリエ、2011年）
- 秘めごとはお好き?（文：黒崎あつし、2011年）
- 恋と蜜（文：青桃リリカ、2012年）
- ひめやかな夜の支配者（文：あさひ木葉、2012年）
- 香港華族の愛人（文：加納邑、2012年）
- 南の島は恋の罠（文：黒崎あつし、2012年）

#### ティーンズラブ小説
- もう、逃げられない! 腹黒王子の溺愛捕獲作戦（文：藍杜雫、2015年）
- 年下皇子に溺愛されてます!? -淫らなご褒美は授業のあとで-（文：茅原ゆみ、2016年）（電子のみ）
- 枢機卿の蜜愛花嫁（文：燈花、2018年）（電子のみ）
- 忘却の迷宮〜黒騎士は姫君の愛を取り戻す〜（文：赤城まや、2020年）（電子のみ）

### 画集
- 『かんべあきらイラスト集 星月夜』（Gakken、1998年2月10日第1刷発行）ISBN 4-05-601812-X